# Agrostocrinum
Agrostocrinum es un género  de plantas monocotiledóneas perteneciente a la familia Xanthorrhoeaceae. Incluye dos especies nativas del sudoeste de Australia.

## Especies
- Agrostocrinum hirsutum (Lindl.) Keighery
- Agrostocrinum scabrum (R.Br.) Baill.